# Catharine Hermine Kølle
Catharine Hermine Kølle (* 29. Februar 1788 auf Snarøya, Asker; † 27. August 1859 in Bergen, Norwegen) war eine norwegische Reisende und Künstlerin. Sie gilt als erste bekannte Malerin und Wanderreisende des Landes.

## Familie
Catharine Kølle wurde 1788 auf der Insel Snarøya in Asker (heute Halbinsel in Bærum, Akershus) geboren. Sie wuchs mit zwei Schwestern auf. Ihr Vater Christian Kølle hatte Theologie studiert. Da er keine Anstellung als Pfarrer bekam, wurde er Bauer und Gründer einer Lateinschule. Von 1770 bis 1803 bewirtschaftete er das ehemalige Krongut. Das Herrenhaus «Snarøen Gamle Hovedgård» ist heute, nach einem Brand 1923 wieder aufgebaut, noch erhalten. Die Familie zog 1803 nach Kopervik und 1807 nach Holmen bei Ulvik in Hardanger.
Catharine Kølle erhielt in ihrer Jugend Zeichen- und Malunterricht von David Monrad in Kopenhagen, dem Bruder ihrer Mutter Elisabet. Sie unternahm zwischen 1826 und 1858 ausgedehnte Wanderungen durch Ost- sowie Mittelnorwegen und Europa. Sie bereiste Dänemark, Deutschland, Frankreich, Österreich und zweimal Italien. Sie wanderte mit großen „Nähstiefeln“ (Beksømstøvler, die meist zum Skifahren benutzt wurden), einem Stock in der Hand und dem Rucksack auf dem Rücken. Nur auf ihrer letzten Reise nach Genua benutzte Kølle den Zug, da sich ihre Krebskrankheit bemerkbar machte. Während ihrer Reisen führte sie Tagebücher und machte Skizzen von Landschaften, Gebäuden und insbesondere Kirchengebäuden. Die Aquarelle führte sie im heimischen Ulvik aus.
Kølle hinterließ ein über 400 Seiten umfassendes Reisetagebuch mit der Dokumentation der besuchten Orte und 251 bekannte Aquarelle. Ihre Werke „wirken naiv mit mangelndem Wissen über Perspektive und Figurenzeichnung und sind in klaren und kräftigen Farben gehalten“. Durch ihre gute Beobachtungsgabe haben einige von ihnen dokumentarischen Wert.
Die Universitätsbibliothek Bergen bewahrt 227 Aquarelle und Skizzen. Weitere Arbeiten befinden sich im Historisk Museum und Vestlandske Kunstindustrimuseum in Bergen sowie im Norsk Folkemuseum in Oslo.

## Ausstellungen (Auswahl)
Das Historische Museum in Berger zeigte ihre Arbeiten 1988 in einer Jubiläumsausstellung. – Werke wurden zwischen 1967 und 1982 in folgenden Sammelausstellungen gezeigt (Stand 1986):
- Lillehammer sett med malerøyne. Lillehammer Bys malerisamling, 1967.
- Kvinnen og kunsten. Kunstnernes Hus, Oslo, 1975.
- Vestland i bilder, ord og toner. Bergens Kunstforening, 1978.
- Hardanger folkemuseum. Utne, 1978.
- Kvinners Bilder. Kunstnerforbundet, Oslo, 1982.